# Roman Staša
Roman Staša (* 16. června 1988 Zlín) je kondiční trenér a bývalý juniorský hokejista, který se stal známým jako soutěžící ve 4. řadě televizního soutěžního pořadu MasterChef Česko na TV Nova, kde se umístil na prvním místě. Od roku 2022 moderuje na téže stanici pořad Víkendová Snídaně.

## Soutěž MasterChef Česko 2020
Ve 4. řadě soutěže amatérských kuchařů MasterChef Česko 2020 se dostal mezi 16 finalistů. Postupně se probojoval až do velkého finále, v němž bylo úkolem uvařit tříchodové menu, které založil na foie gras. Ve finále porazil marketingovou specialistku Pavlínu Lubojatzky, a stal se tak vítězem ročníku. Rozhodujícím pokrmem se stal dezert, který porotu zaujal více. Ve finále řekl: „Tahle soutěž mi popsala hodně stran v mojí životní knize, byl to fakt velkej zážitek, a jestli tohle někdo uslyší, tak ať do toho jde. Když jsem přišel, nepoznal jsem houbu od bedly, já jsem prostě jenom strašně chtěl.“